# 早川圣来
早川聖來（日语：／ Hayakawa Seira */?，2000年8月24日—）是日本前偶像藝人，為女子偶像團體乃木坂46前成員，大阪府出身。2018年以乃木坂46四期生身分出道。2023年8月24日自乃木坂46畢業，並退出演藝圈。

## 經歷
早川曾在5歲至18歲期間學習古典芭蕾。中學時期，為了繼續學習芭蕾舞，她加入了活動負擔較少的英語部。在加入乃木坂46之後，她仍有繼續練習芭蕾舞，一有空便會到教室練習。在小學3年級至中學2年級期間的夏天，早川都會參演出身地城市主辦，由市內兒童參演的市民音樂劇。
早川就讀於一家基督教色彩濃厚的女子高中，每天早上都要進行禮拜、翻開《聖經》和唱讚美詩。由於學校的校風重視自主性，即使進行學校活動，都由學生作出一切的思考和行動，教職員只會在旁察看。當時的早川雖然只對偶像產生「因為流行，所以知道」的興趣，但在朋友的邀請下也在學校表演中表演了《制服模特兒》、《沉默的多數》和《不協和音》等歌曲。
高中3年級時，早川為升上大學作出準備，在她作為乃木坂46支持者的哥哥的勸說下參加坂道共同徵選。
2018年8月19日，通過坂道共同徵選。11月29日，獲分配進乃木坂46。12月1日，官網上公布其個人簡介。12月3日，在日本武道館舉辦的「乃木坂46四期生見面會」中首次公開亮相。
2019年5月7日，乃木坂46四期生部落格開設。以每日1名成員的方式輪流撰寫，早川於5月16日開始，每隔12天撰寫一篇部落格。10月，在音樂劇《美少女戰士2019》中飾演火野麗。
2020年4月，首度單獨出演舞台劇《原本以為只是手機掉了》（スマホを落としただけなのに），並飾演女主角稻葉麻美。同月27日，早川的個人官方部落格於乃木坂46官方網站正式開通。10月，由於受到2019冠狀病毒病疫情的影響，觀眾不能親自觀看舞台劇，故早川參演了透過網上直播營造觀眾與演員一體感，並且讓觀眾享受與演員一起的時間之即興音樂劇《和你在一起～etude The 美4》（あなたと作る～etude The 美4）。
2021年1月27日發行的乃木坂46第26張單曲《我會喜歡上自己的》的收錄曲《Out of the blue》中首度擔任歌曲的Center。4月19日播出的《乃木坂工事中》，獲宣布為乃木坂46第27張單曲《對不起Fingers crossed》的選拔成員，首次成為單曲選拔成員。9月18日，接替畢業的大園桃子，成為NHK廣播1台週日綜藝節目 《Radirer! Sunday》雙週週次的主持人。
2022年7月10日，官方宣布早川因身體不適需要專心治療而暫停所有演藝活動，也缺席將於同月19日開始舉行的「盛夏的全國巡演2022」的全部場次。同日，早川亦在部落格上表示暫停活動，但其部落格仍有更新。10月2日，於NHK廣播節目《Radirer!》中正式回歸活動。　　
2023年2月14日，開設個人Instagram帳號。6月16日，在乃木坂46官網內的個人部落格中宣布將於8月底畢業，同時將退出演藝圈。7月13日，於大阪城展演廳舉行的「盛夏的全國巡演2023」的大阪場第二日公演中舉辦畢業典禮。8月24日，在23歲生日當天，舉行最後的SHOWROOM直播，正式從乃木坂46畢業，同時從演藝圈引退。8月28日播出的《乃木坂工事中》後，正式結束所有在乃木坂46的活動。8月29日，發行畢業紀念寫真集《或許、有一天》（また、いつか），於新加坡拍攝。9月22日，早川位於乃木坂46官方網站內的個人部落格正式關閉。

## 人物
早川的暱稱是聖糖（せーたん）。她的名字取自《小公主莎拉》的主角莎拉‧克魯（セーラ・クルー），本來應寫作「星來」，但因筆劃數不好而變成了「聖來」。
早川喜歡的食物是章魚燒、燉魚和烤魚，而討厭的食物包括鰻魚和芫荽。她是連續電視小說的支持者，特別喜歡的作品是《太陽公公》、《康乃馨》、《阿淺來了》和《雛鳥》。她最喜歡的名人是創作歌手坂口有望，人生最初購買的CD也是她的作品。她唱卡啦OK時最拿手的歌曲是《破浪強尼》。由於其芭蕾舞經驗，早川能夠做出比正常Y字形平衡抬度更大的I字形平衡。
早川在乃木坂46憧憬的前輩成員為西野七瀨和生田繪梨花，而希望成為女朋友的成員是樋口日奈。早川最喜歡的乃木坂46歌曲為《同步巧合》，表演時最喜歡的歌曲則為《大影響家》。

## 音樂作品
- 標註「★」符號表示該首歌曲有拍攝MV。

### 單曲
乃木坂46
|      | 發行日期      | 單曲名稱              | 參與歌曲名稱          | MV | 備註     |
| ---- | ------------- | --------------------- | --------------------- | -- | -------- |
| 23rd | 2019年5月29日 | Sing Out!             | 第四道光芒            | ★  | 出道作品 |
| 24th | 2019年9月4日  | 黎明來臨前無須逞強    | 給圖書館裡的你        | ★  |          |
| 25th | 2020年3月25日 | 幸福的保護色          | I see...              | ★  |          |
| 26th | 2021年1月27日 | 我會喜歡上自己的      | Out of the blue       | ★  | Center   |
| 27th | 2021年6月9日  | 對不起Fingers crossed | 對不起Fingers crossed | ★  | 選拔     |
| 27th | 2021年6月9日  | 對不起Fingers crossed | 燙口的洋甘菊茶        |    |          |
| 28th | 2021年9月22日 | 被你罵了              | 被你罵了              | ★  | 選拔     |
| 28th | 2021年9月22日 | 被你罵了              | 熟悉的陌生人          |    |          |
| 29th | 2022年3月23日 | Actually…             | Actually…             | ★  | 選拔     |
| 29th | 2022年3月23日 | Actually…             | 過度解讀              |    |          |
| 29th | 2022年3月23日 | Actually…             | 喜歡上了              |    |          |
| 31st | 2022年12月7日 | 不存在於此的事物      | 不存在於此的事物      | ★  | 選拔     |
| 32nd | 2023年3月29日 | 人們終將再度追夢      | 人們終將再度追夢      | ★  | 選拔     |
| 32nd | 2023年3月29日 | 人們終將再度追夢      | 我們的道別            | ★  |          |

其他
| 發行日期                                    | 單曲名稱       | 參與歌曲名稱 | MV | 備註         |
| ------------------------------------------- | -------------- | ------------ | -- | ------------ |
| 2020年6月17日（日本） 2020年6月24日（海外） | 世界中的鄰居啊 | —            | ★  | 下載限定歌曲 |

### 專輯
乃木坂46
|        | 發行日期       | 專輯名稱         | 參與歌曲名稱    | 備註 |
| ------ | -------------- | ---------------- | --------------- | ---- |
| 4th    | 2019年4月17日  | 直到此刻化成回憶 | 吻的手裏劍      |      |
| 精選輯 | 2021年12月15日 | Time flies       | 最後的Tight Hug |      |

## 演出

### 電台節目
- 熱播室（日语：ザ・ヒットスタジオ）（三）（ザ・ヒットスタジオ（水）；2020年8月12日－2021年9月30日，毎日放送）- 星期三常規主持[註 2][53]
- INNOVATION WORLD 內「KYOCERA TECHNOROGY COLLEGE」單元[54]（2020年10月9日－2023年8月25日，J-WAVE）- 常規旁聽生[註 3][55][56]
- 佐藤滿春的請讓我聽聽你的故事（佐藤満春のあなたの話、聴かせてください；2021年4月18日，日本放送）- 以遠距方式演出[57]
- Radirer! Sunday（日语：らじらー!）（；2021年9月26日－2023年8月20日，NHK廣播1台）- 單數週星期日助理主持[27][註 4][58]

### 舞台劇
- 音樂劇「美少女戰士」2019（2019年10月10日－14日，日本：TOKYO DOME CITY HALL／11月22日－24日，中國：美琪大戲院）：飾演 火野麗[17]
- 原本以為只是手機掉了：飾演 稻葉麻美（女主角）
  - （2020年3月20日－4月5日，東京：紀伊國屋南方劇場 TAKASHIMAYA／4月18日－19日，大阪：松下IMP Hall）[18]
  - （2021年6月4日－6日，大阪：松下IMP大樓／6月9日－14日，東京：日本青年館表演廳）[59][60]
- 即興音樂劇「和你在一起～etude The 美4」（2020年10月24日，無觀眾演出）[21][22][23]
- 朗讀劇「女優偵探」～羅密歐與茱麗葉殺人事件～（2022年3月1日，無觀眾演出）：飾演 速水聖奈（主演）[註 5][61]
- CROSS ROAD～魔鬼小提琴家 帕格尼尼～（2022年6月7日－23日，創新劇院）：飾演 艾莎[62][註 6]
- 朗讀劇的劇中劇（2023年4月20日－23日，俳優座劇場）：飾演 恭子（年少時代）[65]
- 監督員史緒奈不會坐下～什麼是愛？～（2023年4月26日，日本放送）[66]

### 網絡劇
- SAMU的故事（日语：サムのこと 猿に会う）（2020年3月20日－28日，dTV（日语：dTV (NTTドコモ)））：飾演 ARI[67][68]
- 無邊無界（2021年3月7日－5月9日，光TV）：飾演 市原叶音[69]
- 朗読劇「女優偵探」～羅密歐與茱麗葉殺人事件～（2022年3月1日，Streaming+）：飾演 速水聖奈[70]
- Actress（2023年4月14日－6月2日，Lemino）：飾演 市原叶音[71]

### 活動
- J-WAVE INNOVATION WORLD FESTA（六本木新城）- 總主持人
  - （2021年10月9日、10日）[72]
  - （2022年10月22日、23日）[73]

## 書籍

### 寫真集
- 或許、有一天（また、いつか；2023年8月29日，幻冬舍）[74][75]

## 外部連結
- 早川圣来的Instagram帳戶（存檔 （页面存档备份，存于））（2023年2月14日－2024年2月27日，已關閉）（日語）

乃木坂46時期
- 乃木坂46個人介紹頁（日語）
- 早川聖來 官方部落格 - 乃木坂46官方網站（2020年4月27日－2023年9月22日）（日語）
- 乃木坂46早川聖來寫真集《或許、有一天》【公式】的X（前Twitter）（2023年6月29日－）（日語）
- 早川聖來首本寫真集 特設網站（页面存档备份，存于） - 幻冬舍（日語）
- 早川 聖來（乃木坂46）的SHOWROOM專頁（页面存档备份，存于）（日語）